# Sáňky (součást fotoaparátu)

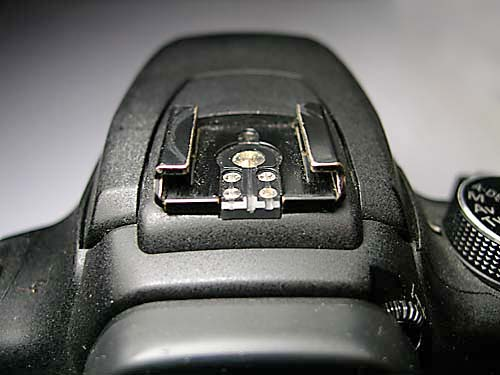
Horké sáňky na fotoaparátu Canon EOS 350D

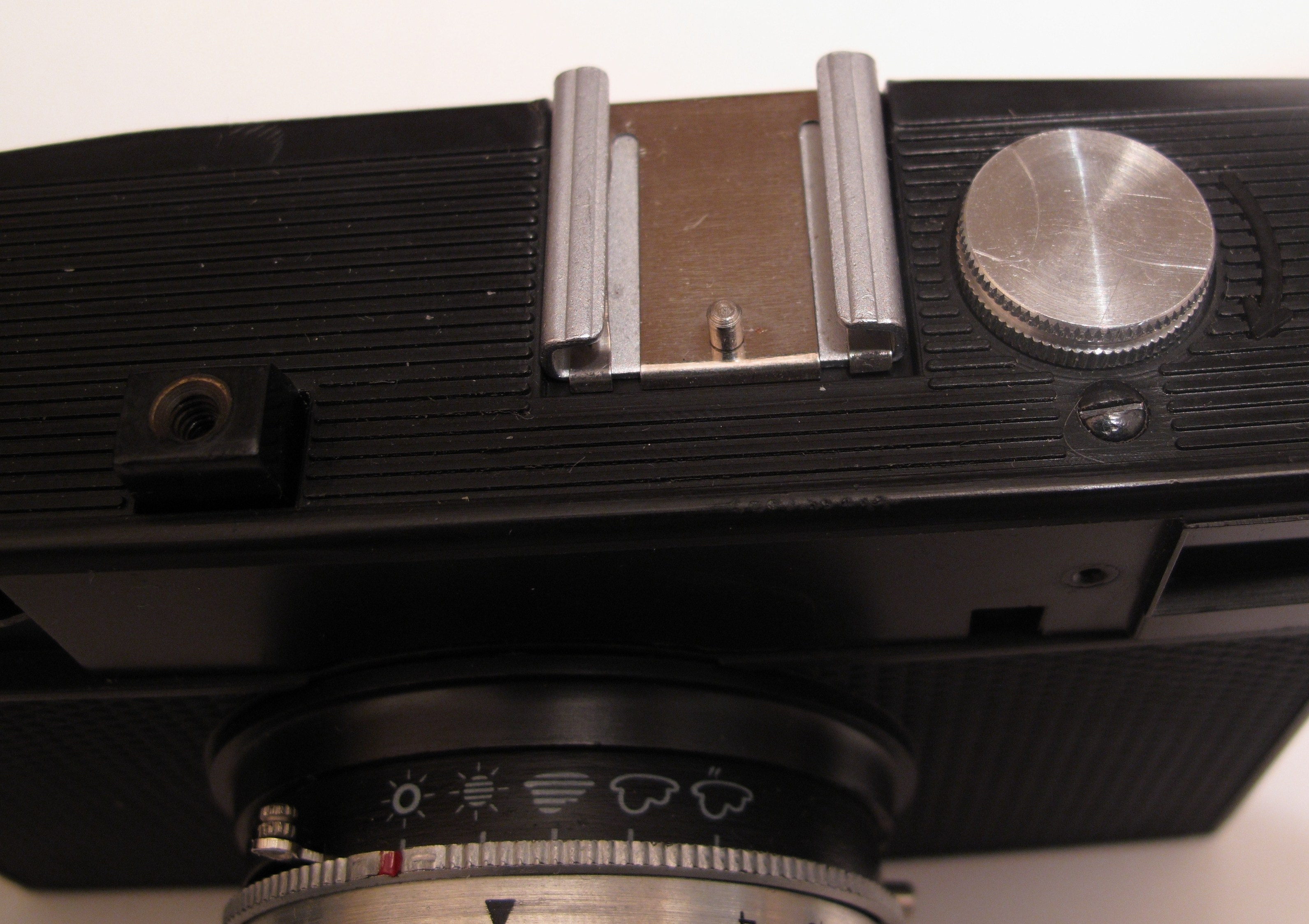
Studené sáňky pro kabelovou synchronizaci na fotoaparátu Smena-8M

Sáňky ve fotografické technice je zařízení na horní straně fotoaparátu nebo videokamery, které je určeno pro připojení fotografického příslušenství, jako jsou externí záblesk, světlo, hledáček, dálkoměr nebo vodováha opatřené speciálním konektorem. Takzvané studené sáňky (anglicky cold shoe) poskytují pouze mechanické připojení příslušenství k fotoaparátu. Horké sáňky (anglicky hot shoe neboli centrální synchrokontakt) umožňují připojit dálkovou spoušť, která odpaluje externí blesk.

## Historie
Poprvé byl sáňkami pro další zařízení vybaven prototyp fotoaparátu Leica z roku 1913. Fyzické rozměry pro standardní horké sáňky určuje Mezinárodní organizace pro normalizaci v normě ISO 518:2006.

## Další významy
Existuje ještě označení tzv. stereo sáňky, které slouží k pořízení stereofotografie pomocí jednoho fotoaparátu. Metoda se nazývá posun fotoaparátu a spočívá v tom, že nepohyblivé objekty lze vyfotografovat postupně jedním fotoaparátem tak, že se mezi levým a pravým snímkem fotoaparát posune o stereoskopickou bázi. Opět lze zvolit libovolnou bázi, toto uspořádání je vhodné zejména na makro fotografii. K tomu existují posuvné lišty, tzv. stereo sáňky.

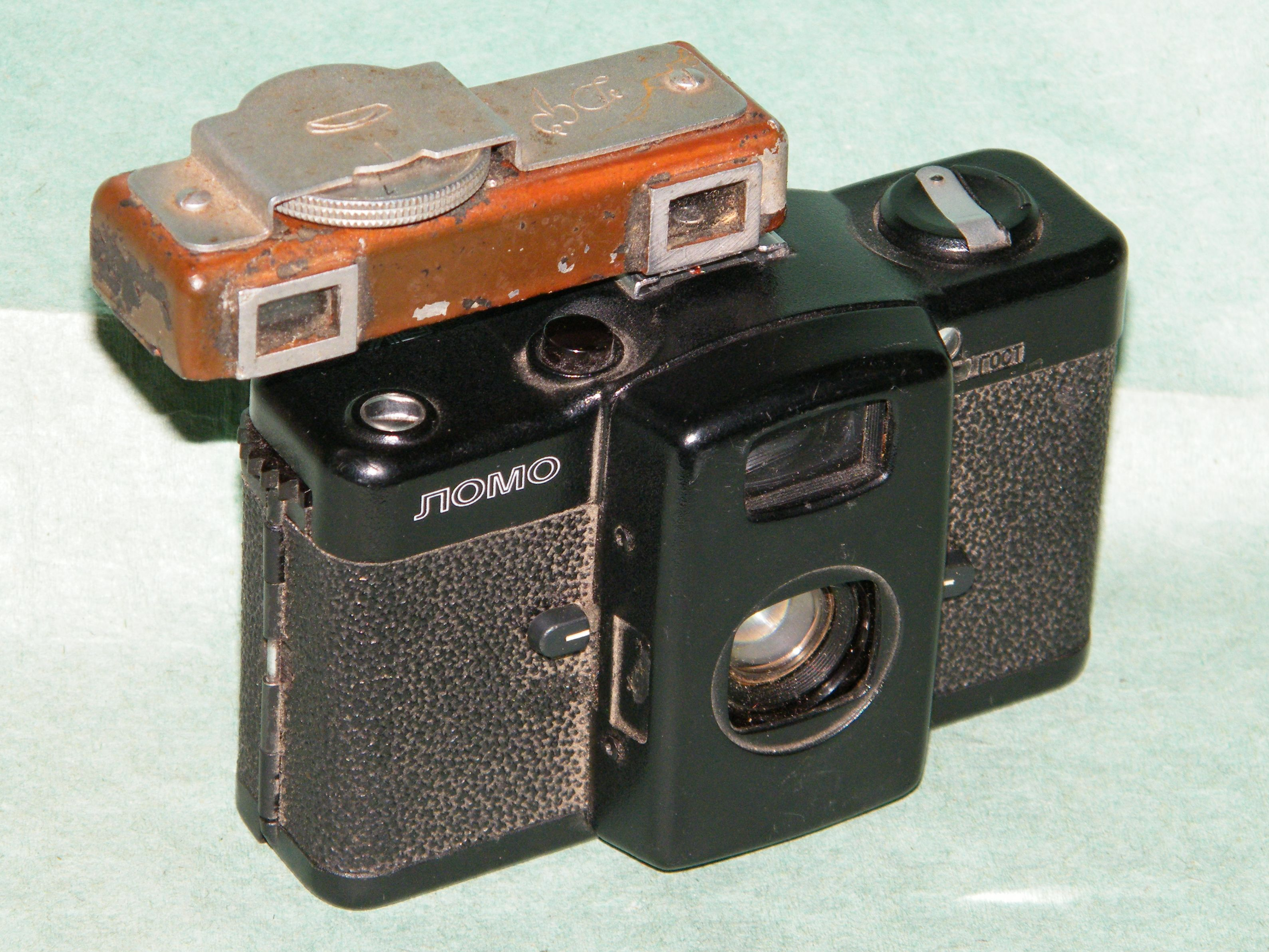
Dálkoměr na fotoaparátu LOMO
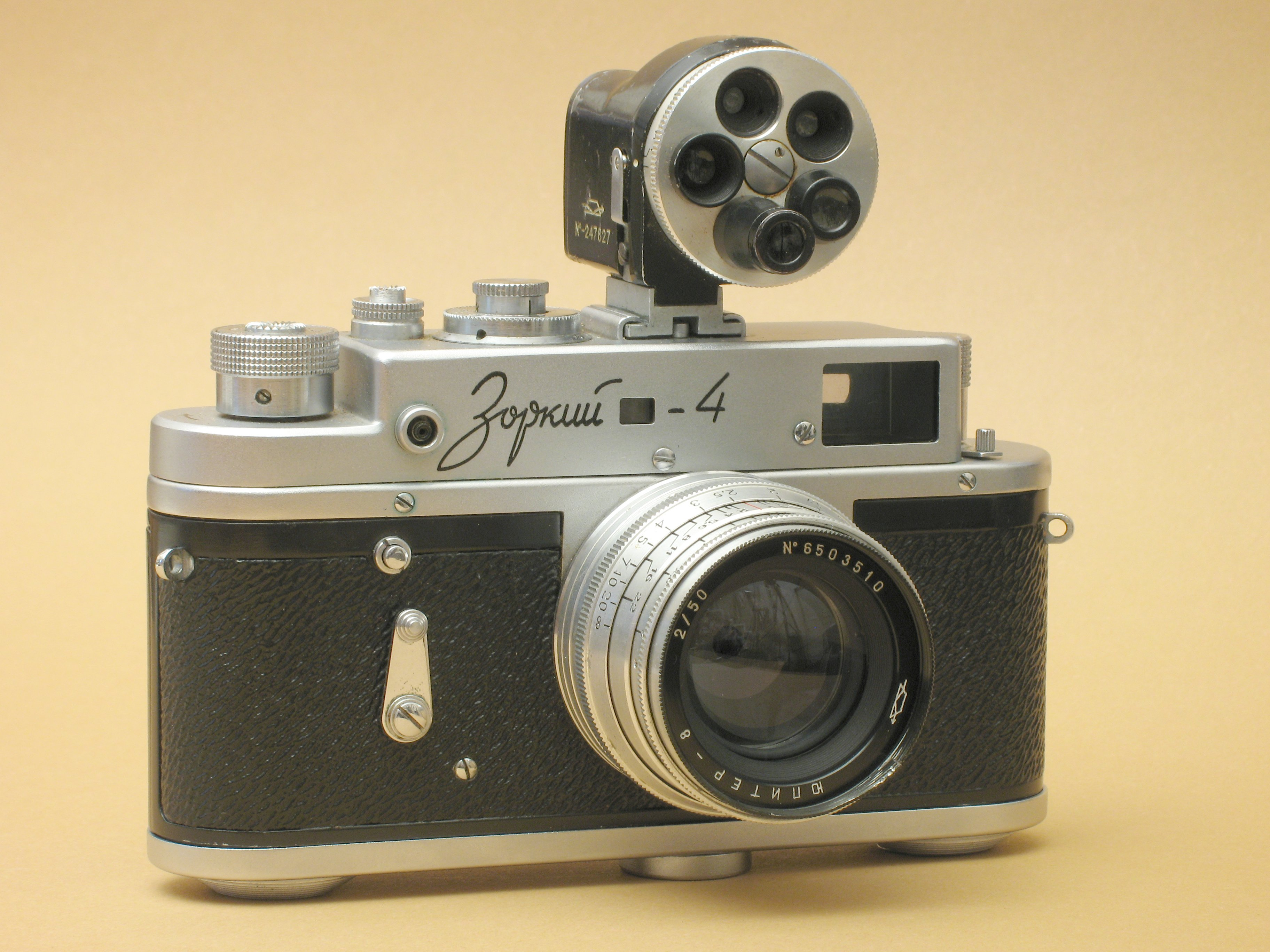
Zorkij-4 s univerzálním hledáčkem
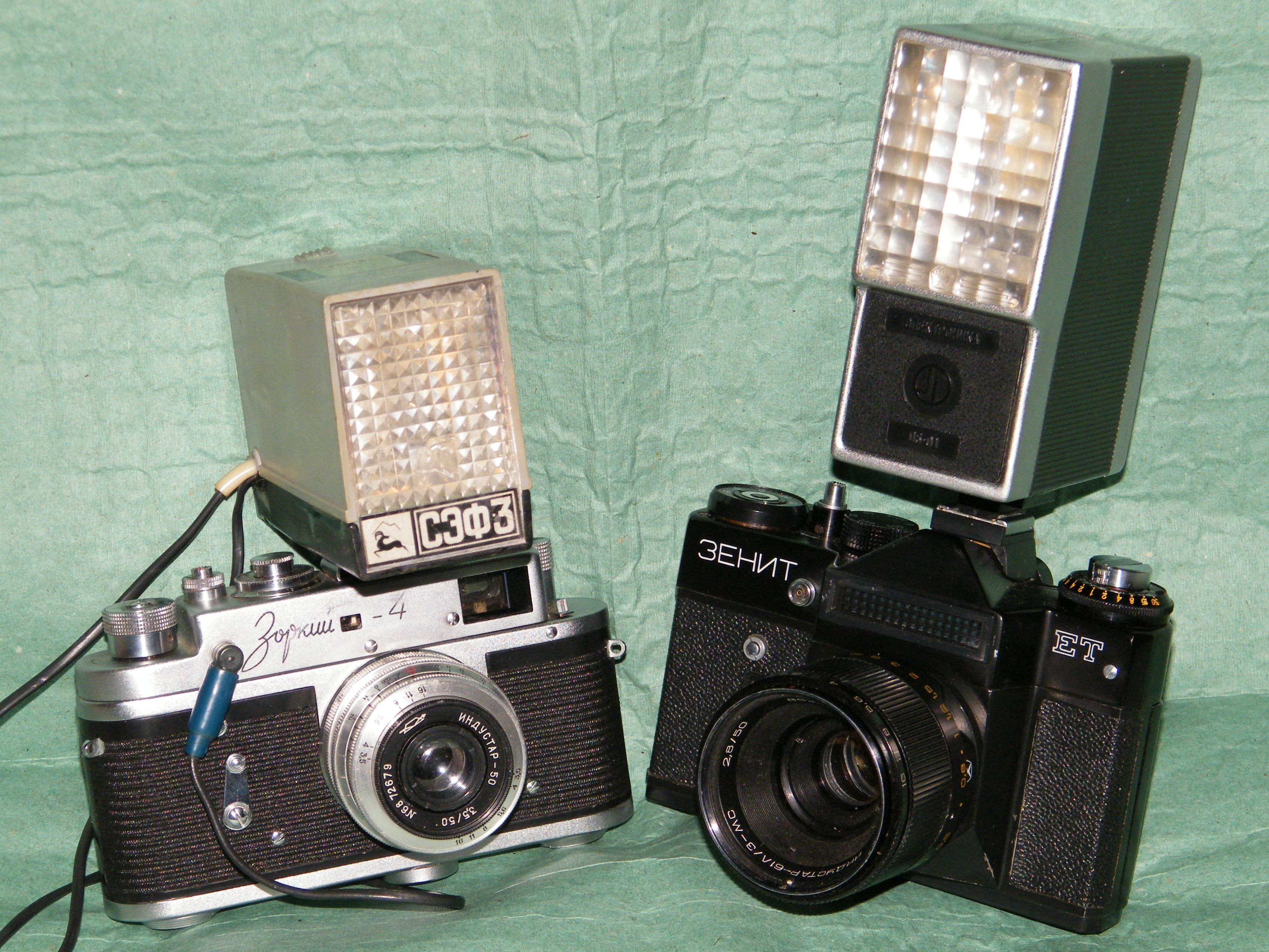
Vlevo je fotoaparát ovládaný kabelem, vpravo synchrokontaktem